# Andrea Sabatini

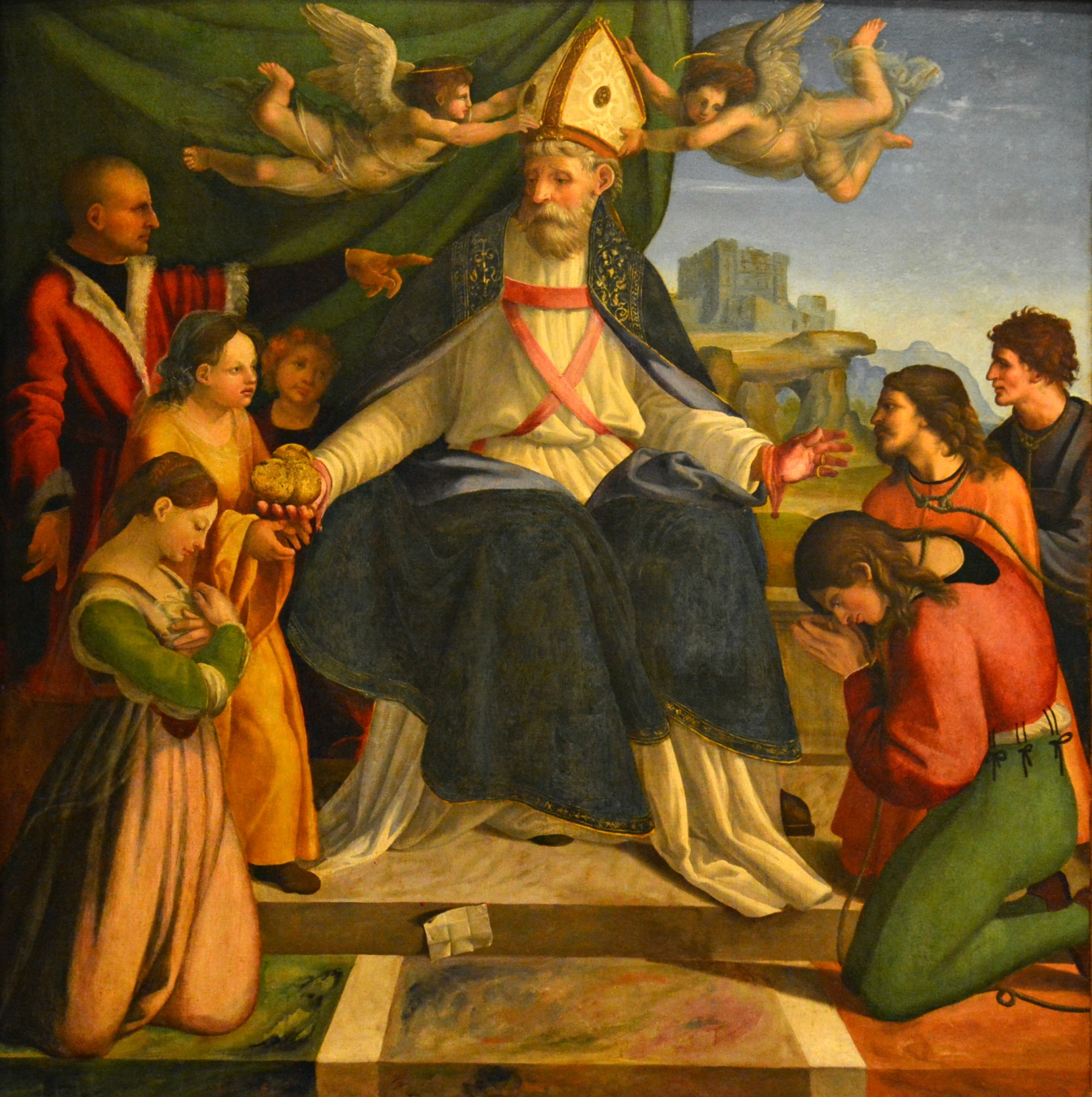
Hl. Nikolaus von Bari (ca. 1513–14), urspr. in Montecassino, aktuell im Museo di Capodimonte, Neapel

Andrea Sabatini oder Andrea da Salerno (* um 1480–90 in Salerno; † zwischen November 1530 und Mai 1531) war ein italienischer Maler der Renaissance, der im ehemaligen Königreich Neapel wirkte.

## Leben
Über seine Jugend ist wenig bekannt. Bernardo De Dominici meinte, Andrea sei „etwa in den 1480er Jahren“ geboren; andere halten ein Geburtsjahr von 1489–90 für wahrscheinlich. Laut einem erhaltenen Vertrag war er 1510 bereits als maestro in Neapel tätig.
Als Sabatinis ältestes erhaltenes Werk gilt ein Triptychon Madonna mit Kind und Heiligen in der Kirche Sant‘Andrea in Teggiano, datiert 1508. Dabei und in einigen anderen Frühwerken zeigt er sich noch von Pinturicchio und Perugino beeinflusst, von denen einige Altarbilder in Neapel existierten: eine Himmelfahrt Mariä im Dom (ca. 1506, Perugino) und das gleiche Thema von Pinturicchio in der Cappella Tolosa der Kirche des Klosters Monteoliveto (1510; heute im Museo di Capodimonte, Neapel). Andere Einflüsse gingen vermutlich von dem spanischen Maler Pedro Fernández (gen. „Pseudo-Bramantino“) aus, der zunächst in Mailand und Rom, dann in Neapel wirkte.
In der Folge nahm Andrea Sabatini in seiner Malerei die modernen Tendenzen von Raffael und Leonardo da Vinci auf. Dies wird einerseits auf die Ankunft von Raffaels Madonna del Pesce (ca. 1512) in Neapel zurückgeführt – ein Bild, das einen erheblichen Einfluss auf die gesamte neapolitanische Malerei des 16. Jahrhunderts ausübte. Andererseits geht man von einer Begegnung Andreas mit Cesare da Sesto aus, einem der Nachfolger Leonardos in Mailand, der bis etwa 1511 in Rom in den päpstlichen Appartements für Julius II. mitwirkte und sich nachweislich ab 1514 im Süden und in Neapel aufhielt. Die stilistische Nähe von Sabatini und da Sesto führte teilweise zu Schwierigkeiten in der Zuordnung einiger Werke, wie insbesondere bei der Geburt Jesu der Sammlung Goro, die sich heute im Museo diocesano in Salerno befindet und früher als ein Hauptwerk von Sabatini galt; 2009 wurde sie jedoch von Naldi und Porzio dem Werk da Sestos und seiner Werkstatt zugeschrieben (Naldi - Porzio, 2009).
Seit den 1510er Jahren bis zu seinem Tode arbeitete Sabatini immer wieder in der Abtei Montecassino, die zu dieser Zeit eine Phase radikaler Erneuerung erlebte. Unter anderem schuf er zusammen mit seiner Werkstatt die Dekoration der beiden Kapellen des Heiligen Bertario und des Heiligen Nikolaus von Bari, die jedoch durch die Bomben des Zweiten Weltkrieges zerstört wurden. Erhalten blieben die beiden Altarbilder San Bertario in cattedra (etwa 1513–14; heute im Museum von Montserrat) und der Hl. Nikolaus in cattedra (heute im Museo di Capodimonte, Neapel; siehe Abb. oben); ein Lünetten-Fresko einer Madonna mit Kind und Engeln ist fotografisch dokumentiert (Pantoni, 1962 & 1963).

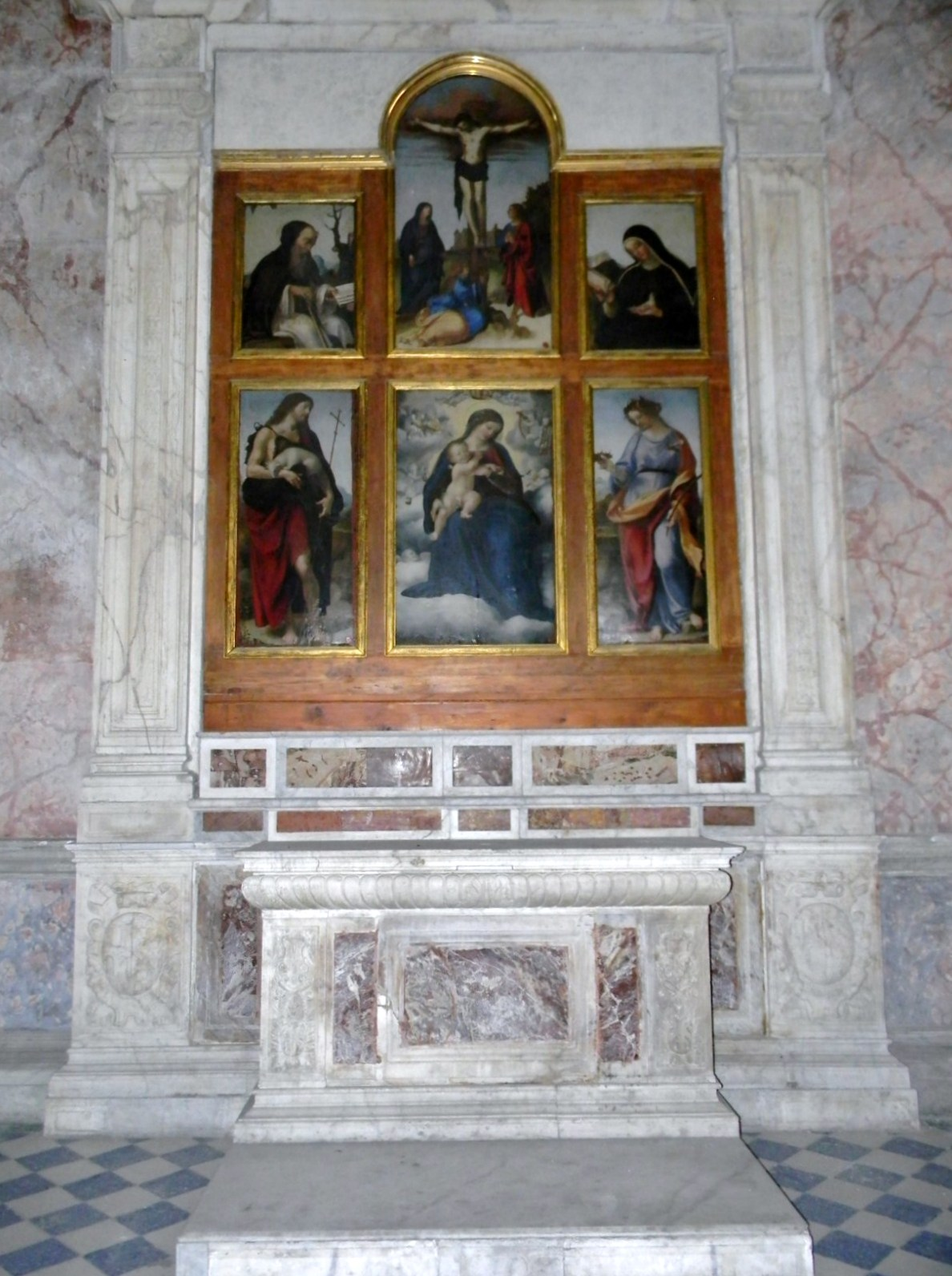
Polyptychon in Santi Severino e Sossio, Neapel

Weitere bedeutende Aufträge erhielt Andrea von anderen Benediktinerklöstern, wie Santi Severino e Sossio in Neapel, San Giorgio in Salerno und der Abbazia della Trinità in Cava de’ Tirreni. Auch für den Dom von Salerno schuf er mehrere Altarbilder.
Einige Werke Sabatinis, die in der frühen Literatur besonders hoch gepriesen wurden, sind heute leider verloren, darunter das Polyptychon des Hochaltars in der neapolitanischen Kirche San Gaudioso (vermutl. 1513; Resta, 1707, S. 53) und eine Krönung und Himmelfahrt Mariä im Dom von Neapel (vermutl. 1515; Ortolani, 1933, S. 21).
1518, während neuer Arbeiten für Montecassino, stand Andrea offenbar in Kontakt mit dem Miniaturisten Matteo da Terranova, der das Chorgestühl der Abtei schuf. 1523 schrieb sich ein „Andrea Sabatino“, der vermutlich identisch mit dem Maler ist, in die Augustissima disciplina della Santa Croce von Neapel ein.
In den 1520er Jahren war Sabatini so erfolgreich, dass er neben seinem Wirken in Montecassino und Neapel auch viele Aufträge aus Salerno, Cava dei Tirreni und Apulien erhielt. Eine Mitwirkung der Werkstatt wird dabei immer deutlicher, und gegen Ende der 1520er Jahre lässt sich in Werken Sabatinis die Hand von Severo Ierace identifizieren, seinem Schwager und zukünftigen Erben der Werkstatt. Das gilt z. B. für das Hauptaltarbild in der Kirche San Giorgio dei Genovesi in Neapel.
Am 21. Januar 1529 erhielt Andrea den Auftrag für den Hauptaltar der Abteikirche in Montecassino und befand sich im Sommer in Gaeta (vermutl. wegen des Polyptychons in der Santissima Annunziata, das aber im Großen und Ganzen von seinem Schüler und Nachfolger Giovan Filippo Criscuolo gemalt wurde). Aus dem gleichen Jahr stammt der Heilige Andreas für die Kirche Santa Maria delle Grazie a Caponapoli (heute im Museo di Capodimonte), der jedoch von vielen Kennern ebenfalls Criscuolo zugeschrieben wird.
In den letzten Monaten des Jahres 1529 war Andrea Sabatini in Montecassino, gesundheitlich bereits stark angeschlagen. Letzte Nachrichten über den Maler stammen vom November 1530, als er an dem Altarbild mit dem Hl. Benedikt in cattedra mit den Hl. Maurus und Placidus und den Kirchenvätern arbeitete. Er starb noch vor Mai 1531, als sein Schwager und Testamentvollstrecker Severo Ierace, der auch Tutor seines Sohnes Giovanni Battista war, einige Lohnzahlungen für die große Altartafel und für andere Arbeiten in der Abtei Montecassino entgegennahm.

## Nachwirkung

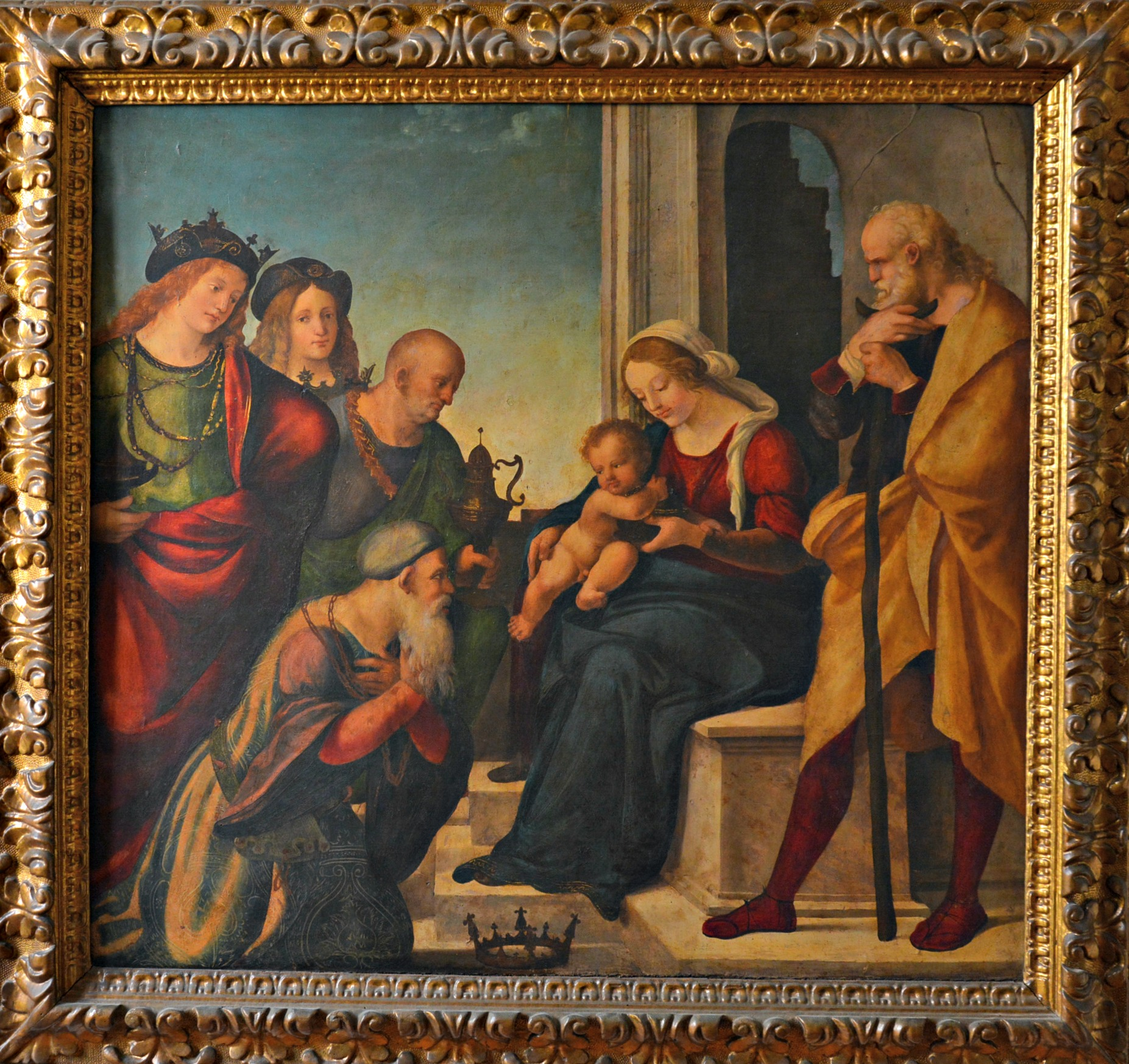
Anbetung der Könige, ca. 1512, Girolamini, Neapel

Andrea da Salernos Kunst machte in Neapel und Süditalien tiefen Eindruck, aber von Vasari wurde er offenbar nicht geschätzt oder nicht bemerkt (?): denn dieser erwähnte Andrea nicht in seinen Vite…, obwohl er bei seinem Aufenthalt in Neapel 1544–45 eigentlich das ein oder andere seiner Werke gesehen haben müsste. Im 17. und 18. Jahrhundert gewann Sabatini bei den neapolitanischen Historikern und Kunstkennern nach und nach eine zentrale Position in einer inzwischen in ganz Italien ausgebrochenen Polemik gegen Vasaris allzu „parteiische“ Sicht der Kunstgeschichte. Bei Schriftstellern wie Resta – der Sabatini als einen „neapolitanischen Raffael“ ansah und mit Correggio gleichsetzte – und bei De Dominici wurde Andrea zum Vorreiter der süditalienischen bzw. neapolitanischen Malerei. Dominici widmete ihm 1742 eine detaillierte und (wie immer) mit romantischen Anekdoten angereicherte Biographie, und betonte seine Größe und seine Rolle als Vorreiter der maniera moderna im Süden. Seitdem galt Sabatini als Haupt einer neapolitanischen Schule der Renaissance. Im 19. Jahrhundert wurde er von Jacob Burckhardt und Gustavo Frizzoni sehr geschätzt, der letztere lobte seine „spontane Anmut“ und sein „natürliches künstlerisches Gespür“ («grazia spontanea» e il «naturale senso artistico», Frizzoni, 1891).
In der neueren Fachliteratur wird Sabatini nach wie vor hochgeschätzt, aber seine führende Rolle bei der Verbreitung der maniera moderna im Süden wurde etwas relativiert zugunsten der ebenfalls bedeutenden Rolle, die auswärtigen Künstlern wie Cesare da Sesto und den Spaniern Pedro Fernández („Pseudo-Bramantino“) und Pedro Machuca bei diesem Prozess zukam
– Künstler, die von einer regionalistischen Geschichtsschreibung im Sinne De Dominicis in den Hintergrund gedrängt worden waren.

## Werke

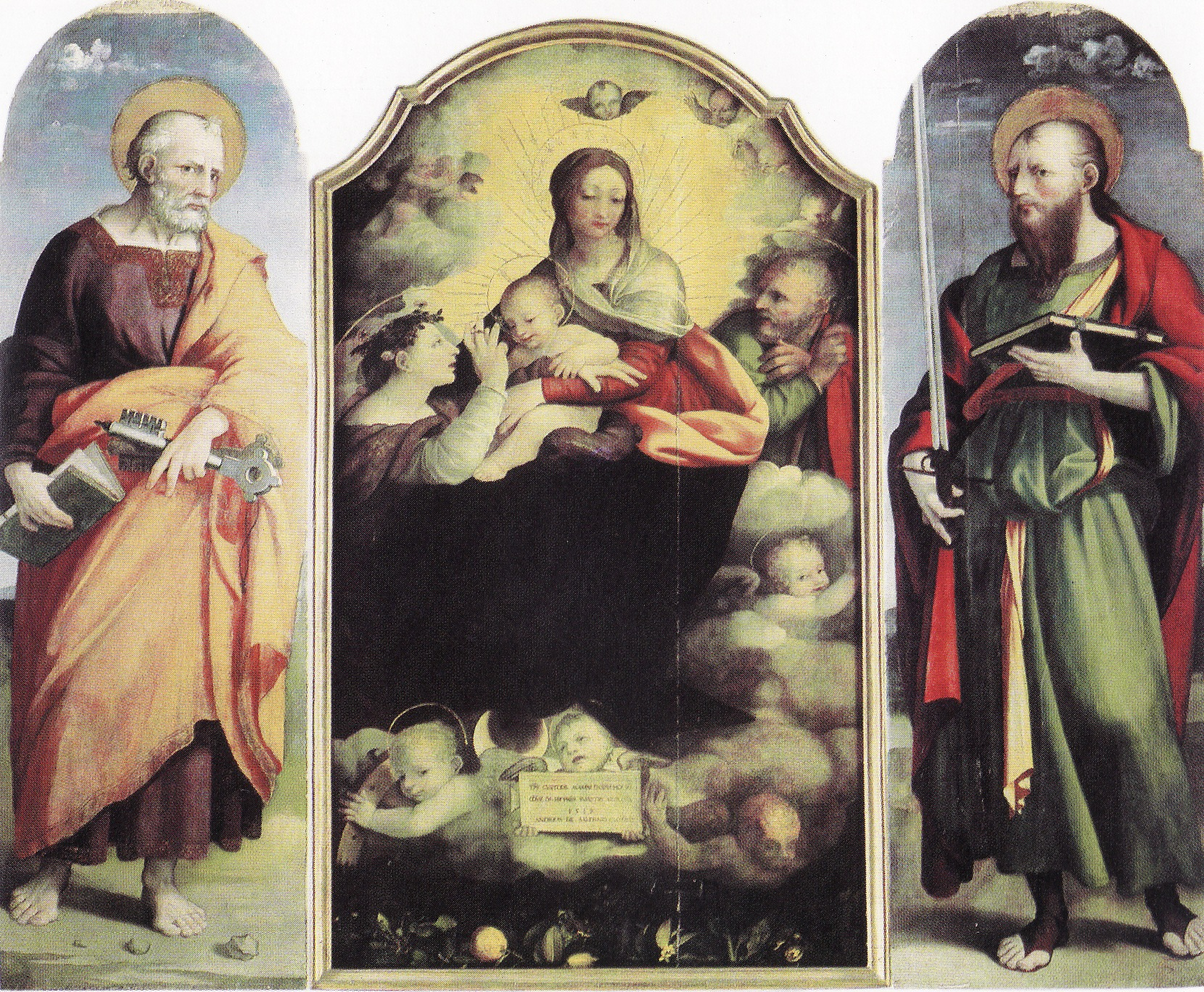
Polyptychon Mystische Hochzeit der Hl. Katharina (datiert 1519), Sant‘Antonio, Nocera Inferiore

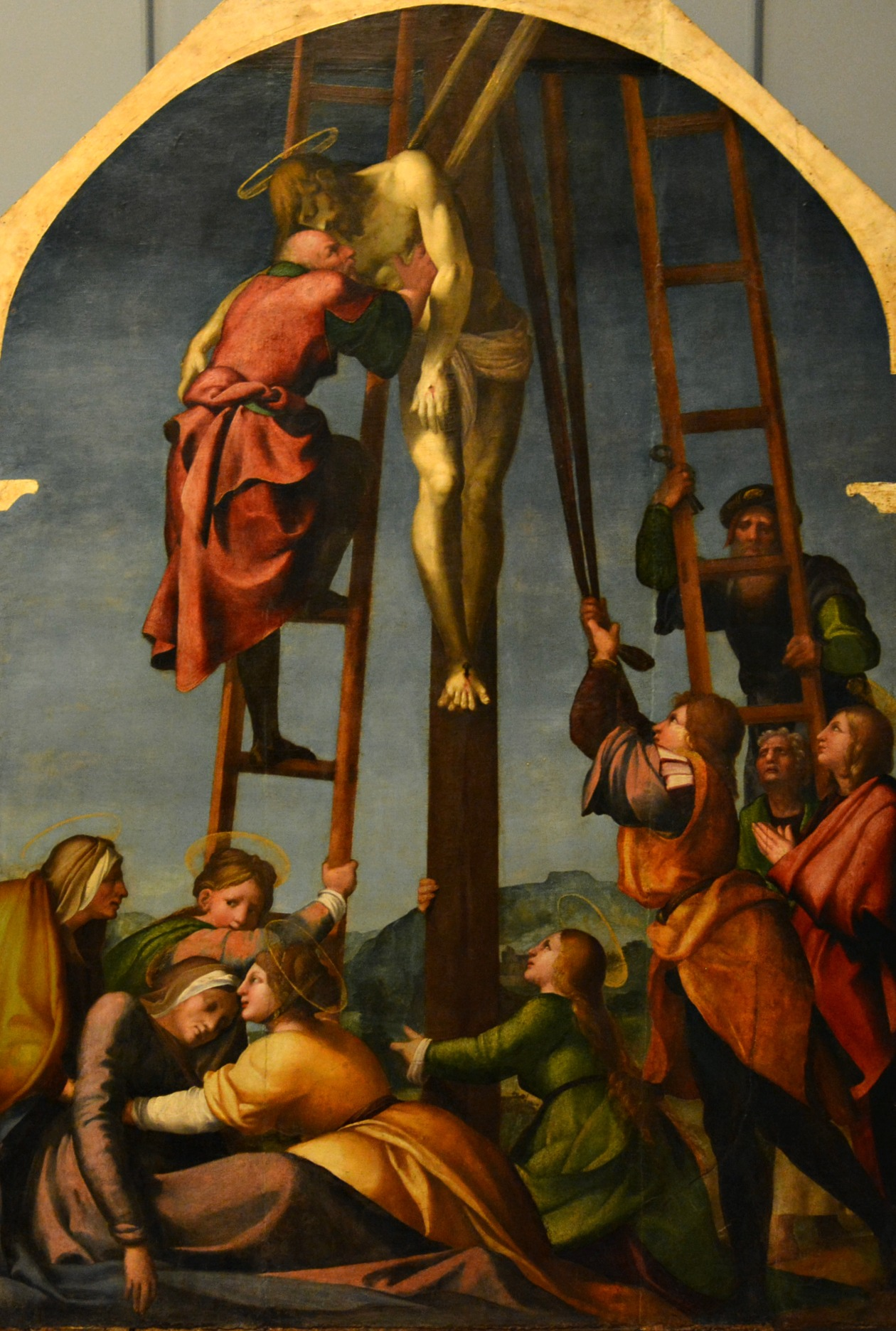
Kreuzabnahme, Museo di Capodimonte, Neapel

- Triptychon Madonna mit Kind und Heiligen, in der Kirche Sant‘Andrea in Teggiano, datiert 1508.[3]
- Polyptychon Madonna delle grazie und Heilige, in der Kirche San Giacomo Apostolo von San Valentino Torio, November 1510-Juli 1511
- Polyptychon Madonna delle misericordia und Heilige (für die Kirche Sant‘ Antonio, Buccino), Pinacoteca provinciale, Salerno, ca. 1512
- Gang zum Kalvarienberg, Refektorium im Kloster Santa Maria la Nova, Neapel, ca. 1510–12
- die Hl. Anna Metterza mit der Jungfrau Maria, die den Dominikanern ihren Habit überreicht, Konvent Sant‘Anna, Nocera Inferiore, ca. 1510–11
- der Hl. Franziskus und der Wolf von Gubbio, Museo di Capodimonte, Neapel, ca. 1510–12
- Triptychon Madonna mit Kind und den Hl. Petrus und Johannes d. T. (urspr. für die Abtei Santa Maria, Banzi), Palazzo Lanfranchi, Matera
- Anbetung der Könige, Bildergalerie der Girolamini, Neapel, ca. 1512
- Geburt Jesu, 1970 im Antiquitätenhandel (Romano, 1970)
- Hl. Bertario in cattedra (ehemals in der Abtei Montecassino) heute im Museum von Montserrat, etwa 1513–14
- Hl. Nikolaus in cattedra, (ehemals in der Abtei Montecassino) Museo di Capodimonte, Neapel, etwa 1513–14
- Madonna mit Kind und Heiligen, in Santi Severino e Sossio, Neapel
- Szenen der Passion des Hl. Gennaro, Fresken im Atrium von San Gennaro fuori le Mura, Neapel (schlecht erhalten)
- Taufe Jesu, Abtei Montecassino, 1518 (?)
- Anbetung der Könige, (früher im Dom von Salerno) Museo di Capodimonte, Neapel[4]
- Beweinung des toten Christus (Pietà), (früher im Dom von Salerno), Museo Diocesano, Salerno, ca. 1518[5][4]
- Mystische Hochzeit der Hl. Katharina, Kloster Sant‘Antonio, Nocera Inferiore, signiert und datiert 1519
- Madonna von Konstantinopel, San Francesco, Eboli[4]
- Madonna delle grazie (Gnadenmadonna), Capriglia
- Madonna delle grazie mit den Hl. Hieronymus, Andreas und einem Stifter, Alte Pinakothek, München
- Polyptychon für Iacopo de Riccardo, Museo di Capodimonte, Neapel, datiert 1521
- Madonna mit Kind und Heiligen für Biagio Milanesi (ehem. im Dom zu Gaeta), Compton Wynyates House, datiert 1522
- Thronende Madonna mit Kind und Heiligen, mit der Lünette Der Auferstandene Christus erscheint seiner Mutter, Benediktinerkirche San Giorgio, Salerno, datiert 1523
- Polyptychon Madonna mit Kind und Heiligen, in der Kirche Sant‘Agostino, Barletta, datiert 1523 (zusammen mit der Werkstatt)
- Polyptychon (auf goldenem Grund) in der Kirche San Pietro, Fisciano, signiert und datiert 1526[4]
- Hauptaltar in San Giorgio dei Genovesi, Neapel (zusammen mit Severo Ierace)
- Hl. Benedikt in cattedra mit den Hl. Maurus und Placidus und den Kirchenvätern, Hauptaltar der Abteikirche Montecassino, 1529–30